# Playtech
Playtech plc er en britisk virksomhed, der udvikler spil-software. Den blev etableret i 1999. Virksomhedens software benyttes af casinoer, pokerrooms, bingogames, sportsbetting, skrabespil, mobilspil, osv.